# Orpin blanc
Sedum album
Espèce
Classification phylogénétique
L'Orpin blanc, aussi appelé Sédum blanc (Sedum album), est une espèce de plantes à fleurs de la famille des Crassulacées. C'est une plante vivace originaire de l'Ancien Monde. 

## Description
C'est une petite plante grasse (5 à 20 cm) aux feuilles alternes, de section ovale.

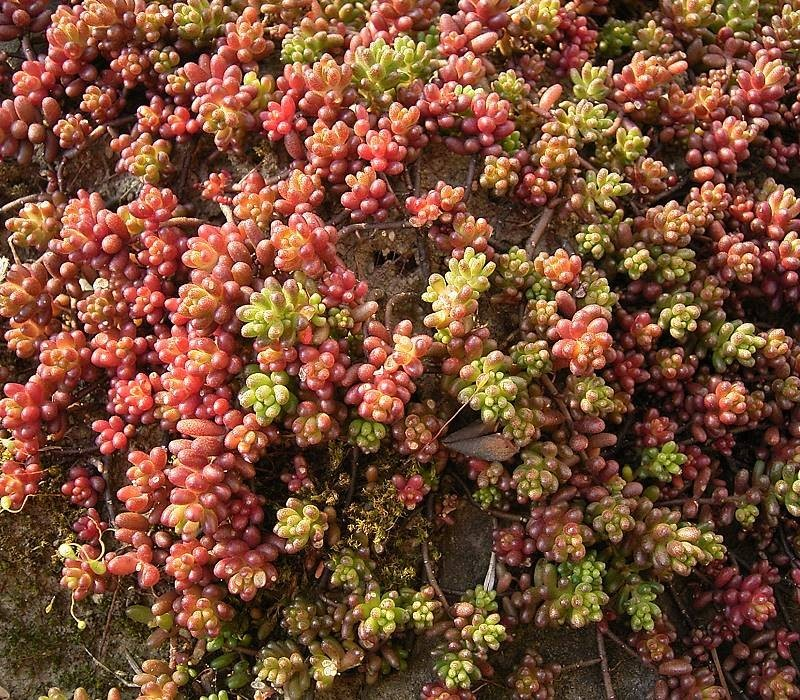
Feuilles d'Orpin blanc hors période de floraison.

### Caractéristiques
- Organes reproducteurs
  - Couleur dominante des fleurs : blanc
  - Période de floraison : juillet-septembre
  - Inflorescence : cyme multipare
  - Sexualité : hermaphrodite
  - Ordre de maturation : protandre
  - Pollinisation : entomogame, autogame
- Graine
  - Fruit : follicule
  - Dissémination : anémochore
- Habitat et répartition
  - Habitat type : pelouses vivaces des lithosols compacts (dalles), méditerranéennes à subméditerranéennes, basophiles
  - Aire de répartition : Atlantique

données d'après : Julve, Ph., 1998 ff. - Baseflor. Index botanique, écologique et chorologique de la flore de France. Version : 23 avril 2004.

## Distribution
Cette espèce est originaire de l'Ancien Monde : Europe centrale et méridionale de la France à l'Ukraine et à la Grèce, Afrique du Nord (Maghreb) et Asie Mineure (Turquie).
En France, l'Orpin blanc se retrouve sur l'ensemble du territoire métropolitain, en particulier dans la moitié Est et les Pyrénées. En Suisse, on le rencontre dans le Jura, les vallées alpines et sur une partie du Plateau.

## Utilisations

### Médicinale
C'est avec cette espèce à fleurs blanches et à suc non âcre que l'on prépare un onguent dit « populeum » aux vertus cicatrisantes et adoucissantes,.

### En architecture
Cet orpin fait partie des sédums utilisés pour végétaliser les toitures végétales.

### Alimentaire
Les feuilles se mangent crues en salade ou cuites.

### Scientifique
Des plants de Sedum album mis en pots ont été exposés en ville de Genève dans des endroits  choisis pour leur haut niveau de pollution de l'air. D'autres pots ont été placés dans des endroits peu pollués. Des feuilles ont ensuite été prélevées afin d'y mesurer l'oxydation. La variation en fonction du temps de l'activité de la peroxydase a été analysée. Les résultats ont été comparés au cadastre de la chaleur du canton de Genève, à celui des immissions de SO2 et à la carte de ceinture lichénique, ils sont concordants. Le sedum album peut donc être utilisé comme marqueur de l'environnement genevois.